# Парамо-Леонес

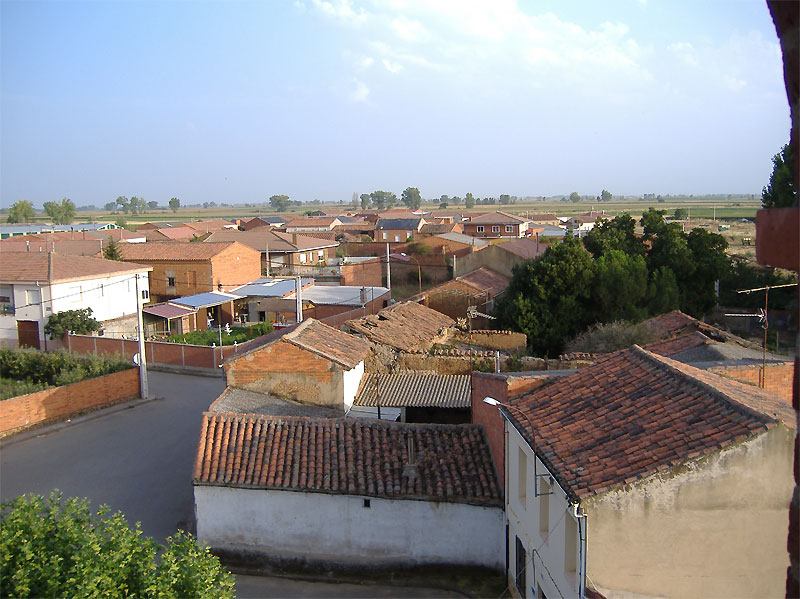

Парамо-Леонес (исп. Páramo Leonés)  — район (комарка) в Испании, входит в провинцию Леон в составе автономного сообщества Кастилия и Леон.

## Муниципалитеты
1. Ла-Антигва
2. Ардон (Леон)
3. Берсианос-дель-Парамо
4. Бустильо-дель-Парамо
5. Чосас-де-Абахо
6. Лагуна-Дальга
7. Лагуна-де-Негрильос
8. Побладура-де-Пелайо-Гарсиа
9. Посуэло-дель-Парамо
10. Регерас-де-Арриба
11. Роперуэлос-дель-Парамо
12. Сан-Адриан-дель-Валье
13. Сан-Педро-Берсианос
14. Санта-Мария-дель-Парамо
15. Урдиалес-дель-Парамо
16. Вальдефуэнтес-дель-Парамо
17. Вальдевимбре
18. Вильядангос-дель-Парамо
19. Вильясала
20. Сотес-дель-Парамо